# تشارلز أ. ماغيري
تشارلز أ. ماغيري هو سياسي كندي، ولد في 24 مايو 1875 في تورونتو في كندا، وتوفي في 14 أكتوبر 1949. انتخب عمدة تورونتو ‏ (1922 – 1923).